# (3495) Colchagua
(3495) Colchagua est un astéroïde de la ceinture principale.

## Description
(3495) Colchagua est un astéroïde de la ceinture principale. Il fut découvert le 2 juillet 1981 à Cerro El Roble par Luis Eduardo González. Il présente une orbite caractérisée par un demi-grand axe de 3,22 UA, une excentricité de 0,12 et une inclinaison de 2,5° par rapport à l'écliptique.

## Compléments